# Liberaal Archief
Les Liberaal Archief, ou archives libérales, sont les archives centrales du mouvement libéral en Flandre, Belgique. Les archives sont fondées en 1982 à Gand. En application du décret du 9 juillet 2002 sur l'archivage culturel de droit privé, elles sont reconnus par la Communauté flamande comme un centre d'archives et de documentation en relation avec les mouvements socio-philosophiques.

## But
En tant qu'institution scientifique, les archives libérales ont pour but de collecter, stocker et divulguer des informations sur le mouvement libéral en Flandre, Belgique.Ce matériel date du début du XIXe siècle jusqu'à nos jours et comprend l'archivistique au sens étroit du terme ainsi que toutes sortes de livres, brochures, journaux et magazines, ainsi que des photographies, des affiches, des drapeaux et des pièces de musée.
Les archives libérales publient également un certain nombre de publications : traités, bibliographies et même des CD.

## Varia
En Belgique, les Archives libérales pour le libéralisme signifient ce que KADOC signifie pour l'histoire du catholicisme politique et des mouvements catholiques, et ce que l'AMSAB signifie pour le socialisme.